# 345-й десантно-штурмовой полк
345-й десантно-штурмовой полк имени Героя Советского Союза генерал-полковника В. А. Востротина — тактическое формирование Воздушно-десантных войск Российской Федерации. Полк находится в составе 104-й гвардейской десантно-штурмовой дивизии.

## История
В 2023 году сформирован 345-й десантно-штурмовой полк в составе 104-й дшд в г. Ульяновск, под руководством гвардии полковника П. П. Попова.
Полк принимал участие в боевых действиях на территории Херсонской области во время вторжения России на Украину.
24 июня 2024 года Указом президента Российской Федерации 345-му десантно-штурмовому полку присвоено почётное наименование «имени Героя Советского Союза генерал-полковника В. А. Востротина».
9 декабря 2024 года полку было вручено Боевое знамя.